# Formicosepsis defecta
Formicosepsis defecta är en tvåvingeart som beskrevs av Andersson 1976. Formicosepsis defecta ingår i släktet Formicosepsis och familjen Cypselosomatidae. Inga underarter finns listade i Catalogue of Life.